# 徳洲会の病院
徳洲会の病院（とくしゅうかいのびょういん）では、日本の医療・福祉グループ、徳洲会が運営する病院について述べる。

## 北海道
- 札幌徳洲会病院 - 北海道札幌市厚別区。1983年5月1日札幌市白石区に開設。2012年7月1日厚別区に新築移転。
- 札幌東徳洲会病院 - 北海道札幌市東区。1986年2月1日開設。2006年9月1日新築移転。
- 日高徳洲会病院 - 北海道日高郡新ひだか町。1990年10月1日静仁会静内病院として開設。2018年9月1日現病院名に改称。新冠町に移転予定[1][2]。
- 札幌南徳洲会病院 - 北海道札幌市清田区。1996年1月1日札幌南青洲病院として開設。2017年12月1日現病院名に改称。2021年7月1日新築移転[3]。
- 共愛会病院 - 北海道函館市。1956年函館共愛会により開設。2019年6月1日徳洲会が事業継承。
- 帯広徳洲会病院 - 北海道河東郡音更町。2001年6月1日開設。
- 札幌外科記念病院 - 北海道札幌市中央区。1982年7月1日開設。2024年2月1日徳洲会が事業継承[4]。
- 札幌真駒内病院 - 北海道札幌市南区。1993年4月20日開設。2025年2月1日徳洲会が事業継承。

## 東北・北陸

### 宮城県
- 仙台徳洲会病院 - 宮城県仙台市泉区。1986年2月1日開設。2022年4月新築移転。

### 山形県
- 庄内余目病院 - 山形県東田川郡庄内町。1991年8月1日開設。
- 新庄徳洲会病院 - 山形県新庄市。1998年12月1日開設。
- 山形徳洲会病院 - 山形県山形市。2004年9月1日開設。

### 新潟県
- 山北徳新会病院 - 新潟県村上市。1998年2月1日山北徳洲会病院として開設。2024年10月1日現病院名に改称[5]。

## 関東

### 東京都
- 東京西徳洲会病院 - 東京都昭島市。2005年9月1日開設。
- 武蔵野徳洲会病院 - 東京都西東京市。2015年6月1日開設。
- 東京蒲田病院 - 東京都大田区。2012年9月開設。2025年4月徳洲会が事業継承[6]。
- 大崎病院東京ハートセンター - 東京都品川区。2005年12月1日開設。2025年4月徳洲会が事業継承。

### 神奈川県
- 湘南藤沢徳洲会病院 - 神奈川県藤沢市。1980年6月茅ヶ崎徳洲会総合病院として茅ヶ崎市に開設。2012年10月1日藤沢市に新築移転と同時に現病院名に改称。
- 大和徳洲会病院 - 神奈川県大和市。1981年3月1日開設。2018年4月1日新築移転。
- 湘南鎌倉総合病院 - 神奈川県鎌倉市。1988年11月1日開設。2010年9月1日新築移転。
- 葉山ハートセンター - 神奈川県三浦郡葉山町。2000年5月1日開設。
- 横浜日野病院 - 神奈川県横浜市港南区。1959年12月日野病院として開設。2023年2月同敷地内に新築と同時に現病院名に改称。徳洲会グループ唯一の精神科病院。
- 湘南厚木病院 - 神奈川県厚木市。2005年9月1日開設。
- 茅ヶ崎徳洲会病院 - 神奈川県茅ヶ崎市。旧茅ヶ崎徳洲会総合病院跡地に2015年5月1日開設。
- 山内病院 - 神奈川県藤沢市。1937年7月1日開設。2022年9月1日徳洲会が事業継承。
- 清川病院 - 神奈川県鎌倉市。1902年7月1日開設。2022年9月1日徳洲会が事業継承。
- 湘南大磯病院 - 神奈川県中郡大磯町。東海大学医学部付属大磯病院として1984年4月1日開設。2023年3月1日徳洲会が事業継承と同時に現病院名に改称[7]。

### 千葉県
- 千葉徳洲会病院 - 千葉県船橋市。1986年6月1日開設。2014年7月1日新築移転。
- 千葉西総合病院 - 千葉県松戸市。1990年2月1日開設。
- 館山病院 - 千葉県館山市。1891年10月開設。2012年10月徳洲会が事業継承。2022年6月1日新築移転。
- 四街道徳洲会病院 - 千葉県四街道市。2005年11月1日開設。
- 鎌ケ谷総合病院 - 千葉県鎌ケ谷市。2007年9月1日開設。
- 成田富里徳洲会病院 - 千葉県富里市。2015年9月1日開設。
- 野田総合病院 - 千葉県野田市。小張総合病院として1955年1月開設。2025年2月1日徳洲会が事業継承と同時に現病院名に改称[8]。

### 埼玉県
- 羽生総合病院 - 埼玉県羽生市。1983年9月1日開設。2018年5月1日新築移転。
- 皆野病院 - 埼玉県秩父郡皆野町。2000年12月1日開設。
- さいたま記念病院 - 埼玉県さいたま市見沼区。1985年6月開設。2024年12月1日徳洲会が事業継承。

### 茨城県
- 古河総合病院 - 茨城県古河市。2001年4月1日開設。

### 山梨県
- 白根徳洲会病院 - 山梨県南アルプス市。2001年11月1日開設。

## 中部

### 静岡県
- 静岡徳洲会病院 - 静岡県静岡市駿河区。2005年4月1日開設。
- 榛原総合病院 - 静岡県牧之原市。1954年9月20日開設。2010年3月1日より徳洲会が指定管理者として運営。

### 愛知県
- 名古屋徳洲会総合病院 - 愛知県春日井市。1986年6月1日開設。2014年4月1日新築移転。

### 岐阜県
- 大垣徳洲会病院 - 岐阜県大垣市。2008年4月1日開設。

### 三重県
- 四日市徳新会病院 - 三重県四日市市。2000年5月1日四日市青洲病院として開設。2016年8月1日四日市徳洲会病院に改称。2024年10月1日現病院名に改称。

## 関西

### 滋賀県
- 近江草津徳洲会病院 - 滋賀県草津市。2003年9月1日開設。

### 奈良県
- 生駒市立病院 - 奈良県生駒市。2015年6月1日開設。徳洲会が指定管理者として運営[9]。

### 京都府
- 宇治徳洲会病院 - 京都府宇治市。1979年12月1日開設。2015年5月31日新築移転。
- 六地蔵総合病院 - 京都府宇治市。1982年12月15日開設。2022年11月1日徳洲会が事業継承。

### 大阪府
- 松原徳洲会病院 - 大阪府松原市。1973年1月1日徳田病院として開設。徳洲会第1号病院。1999年10月現病院名に改称。
- 野崎徳洲会病院 - 大阪府大東市。1975年10月1日開設。2010年9月1日新築移転。
- 岸和田徳洲会病院 - 大阪府岸和田市。1977年5月1日開設。2002年10月1日新築移転。
- 八尾徳洲会総合病院 - 大阪府八尾市。1978年7月1日開設。2009年8月1日新築移転。
- 東大阪徳洲会病院 - 大阪府東大阪市。1997年9月1日開設。
- 和泉市立総合医療センター - 大阪府和泉市。1963年4月1日開設。2014年4月1日より徳洲会が指定管理者として運営。
- 吹田徳洲会病院 - 大阪府吹田市。2014年7月1日開設。
- 東佐野病院 - 大阪府泉佐野市。1990年11月1日開設。2019年1月1日徳洲会が事業継承。
- 全南病院 - 大阪府柏原市。2012年03月01日開設。2019年12月1日徳洲会が事業継承。
- 貝塚記念病院 - 大阪府貝塚市。1967年12月15日開設。2024年2月1日徳洲会が事業継承。
- 阪南中央病院 - 大阪府松原市。1973年10月1日開設。2024年10月1日徳洲会が事業継承。
- 厚生会第一病院 - 大阪府八尾市。1985年8月1日開設。2024年12月1日徳洲会が事業継承。
- 正和病院 - 大阪府大阪市平野区。1964年6月17日開設。2025年7月1日徳洲会が事業継承[10]。

### 兵庫県
- 神戸徳洲会病院 - 兵庫県神戸市垂水区。1986年5月1日開設。
- 高砂西部病院 - 兵庫県高砂市。2003年7月1日開設。

## 中国・四国

### 島根県
- 出雲徳洲会病院 - 島根県出雲市。2006年4月1日開設。

### 愛媛県
- 宇和島徳洲会病院 - 愛媛県宇和島市。2004年4月1日開設。

## 九州

### 福岡県
- 福岡徳洲会病院 - 福岡県春日市。1979年10月1日開設。2014年9月1日新築移転。
- 二日市徳洲会病院 - 福岡県筑紫野市。1997年8月1日開設。2015年7月1日新築移転。

### 長崎県
- 長崎北徳洲会病院 - 長崎県西彼杵郡長与町。1986年11月20日長崎市に開設。2021年5月1日長与町に新築移転。

### 鹿児島県
- 鹿児島徳洲会病院 - 鹿児島県鹿児島市。1979年6月1日開設。2021年12月1日新築移転。
- 大隅鹿屋病院 - 鹿児島県鹿屋市。1988年8月1日開設。2015年7月1日新築移転。
- 山川病院 - 鹿児島県指宿市。2006年9月1日開設。
- 徳之島徳洲会病院 - 鹿児島県大島郡徳之島町。1986年10月1日開設。
- 沖永良部徳洲会病院 - 鹿児島県大島郡知名町。1990年5月1日開設。2017年12月1日新築移転。
- 喜界徳洲会病院 - 鹿児島県大島郡喜界町。1991年8月1日開設。2024年12月1日新築移転。
- 与論徳洲会病院 - 鹿児島県大島郡与論町。1996年1月1日開設。
- 屋久島徳洲会病院- 鹿児島県熊毛郡屋久島町。1997年7月1日開設。
- 名瀬徳洲会病院 - 鹿児島県奄美市。1994年9月1日開設。
- 笠利病院 - 鹿児島県奄美市。1998年4月1日開設。
- 瀬戸内徳洲会病院 - 鹿児島県大島郡瀬戸内町。1999年10月1日開設。

## 沖縄
- 南部徳洲会病院 - 沖縄県島尻郡八重瀬町。1979年6月1日開設。2007年7月1日新築移転。
- 中部徳洲会病院 - 沖縄県中頭郡北中城村。1988年4月1日開設。2016年4月1日新築移転。
- 北谷病院 - 沖縄県中頭郡北谷町。1982年開設。2018年12月1日徳洲会が事業継承。
- 宮古島徳洲会病院 - 沖縄県宮古島市。2001年4月1日開設。
- 石垣島徳洲会病院 - 沖縄県石垣市。2004年4月1日開設。

## 開設予定病院
- 松戸市立福祉医療センター東松戸病院 - 千葉県松戸市。1942年開設。2024年3月31日閉院。徳洲会が跡地を取得し新病院を2027年開設予定[11]。

## かつて存在した病院
- 大日徳洲会病院[12]
- 大和青洲病院[13]
- 松原中央病院[14]
- 垂水徳洲会病院
- ソフィア徳田病院（en:Acibadem City Clinic Tokuda Hospital）- 徳洲会海外第1号病院としてブルガリア・ソフィアに2006年開設。2016年、Acibadem Healthcare Holdingに事業譲渡[15]。